# Tigran Tschögürian

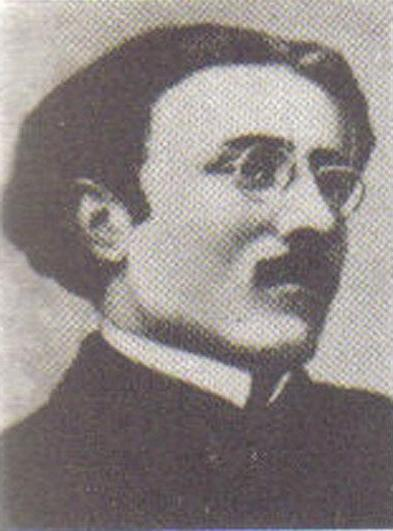
Dikran Chökürian

Dikran Tschögürjan (auch Chökürian/Tcheugurian; westarmenisch Տիգրան Չէօկիւրեան; ostarmenisch իգրան Չյոկուրյան Tigran Tschjokurjan, türkisch Dikran Çöğüryan; * 1884 in Gümüşhane, Osmanisches Reich; † 1915 in Ayaş bei Ankara) war ein armenischer Romanautor, Herausgeber, Maler, Schriftsteller, Redakteur der Zeitung Vosdan (in armenischer Sprache Ոստան, „Die Hauptstadt“) und Opfer des Völkermords an den Armeniern.
Er beendete das Berberian-Kollegium von Istanbul im Jahre 1907 und arbeitete dann als Lehrer an armenischen Schulen. Dikran Tschjogurjan wurde 1910 durch die Veröffentlichung des Buches „Stimmen der Heimat“ (Haireni zainer/Հայրենի Ձայներ) bekannt, das verschiedenen Kurzgeschichten beinhaltet. Im Jahre 1914 veröffentlichte er den Roman „Das Kloster“ (Wanke/Վանքը).
Zusammen mit seinem Bruder, der ebenfalls Schriftsteller und Publizist war, sowie weiteren armenischen Intellektuellen wurde er am 24. April 1915 verhaftet und noch im selben Jahr in Ayaş nahe Ankara umgebracht.